# Xylodromus
Xylodromus un gen de gândaci din familia Staphylinidae, subfamilia Omaliinae.

## Listă de specii
- Xylodromus affinis (Gerhardt, 1877)
- Xylodromus brunneipennis (Stephens, 1832)
- Xylodromus concinnus (marsham e, 1802)
- Xylodromus depressus (Gravenhorst, 1802)
- Xylodromus fleischeri (Lokay, 1917)
- Xylodromus sassuchini (Kirshenblat, 1936)
- Xylodromus testaceus (Erichson, 1840)
- Xylodromus uralensis (Kirshenblat, 1936)